# Mount Robson
Mount Robson är ett berg i British Columbia i Kanada. Det är det högsta berget i Kanadensiska Klippiga bergen.

### Fotnoter
1. ↑  Bivouac.com